# Olympische Sommerspiele 1976/Handball
Bei den XXI. Olympischen Spielen 1976 in Montreal wurden zwei Wettbewerbe im Handball ausgetragen.

## Männer

### Qualifikation
Für das olympische Handballturnier qualifizierte sich zunächst Gastgeber Kanada und bereits 1974 der amtierende Weltmeister Rumänien. Aus Afrika kam der im April 1976 ermittelte Kontinentalmeister Tunesien hinzu. Für den gesamtamerikanischen Bereich qualifizierte sich die Mannschaft aus den USA kampflos, da der Gegner Argentinien aus Südamerika seine Teilnahme an den Qualifikationsspielen zurückzog. Aus dem Bereich der AHF qualifizierte sich in einem bisher nicht näher bekannten Qualifikationsmodus das Team aus Japan für Olympia. Für die europäischen Mannschaften wurden am 13. April 1975 in Dortmund von der IHF die Qualifikationsgruppen ausgelost. Die Auslosung hatte insofern ihren sportlichen Reiz, als das nach dem deutsch-deutschen Duell bei der Fußball-WM 1974 nun auch im Handball sich zwei ambitionierte Mannschaften in regulären Qualifikationsspielen gegenüberstanden. Die Mannschaft des DHV war 1974 Vizeweltmeister im eigenen Land geworden, während der DHB nach dieser für ihn eher enttäuschenden WM den Trainer des Olympiasiegers von 1972, Vlado Stenzel verpflichtet hatte. Die Qualifikationsspiele fanden im Zeitraum zwischen dem 3. November 1975 und dem 7. März 1976 statt.

### Modus
Gespielt wurde in sieben Dreiergruppen, aus denen sich jeweils der Gruppenerste für das olympische Handballturnier qualifizierte. Maßgeblich für die Platzierung waren zunächst die erzielten Punkte. Bei Punktgleichheit hatte die IHF allerdings einen besonderen Passus beschlossen. Nun wurden zunächst die beiden Vergleiche der punktgleichen Mannschaften herangezogen und dort nach dem Gesamtergebnis beider Spiele gewertet. Waren beide Mannschaften auch in diesem Vergleich torgleich, wurde erst an dritter Stelle das Gesamttorverhältnis als Kriterium herangezogen. Diese Regelung sollte in einigen Gruppen Relevanz entwickeln.

### Qualifikationsgruppen in Europa

#### Gruppe 1
In der Gruppe 1 wurde der Olympiasieger und Weltmeisterschaftsdritte seiner Favoritenrolle gerecht und qualifizierte sich letztlich souverän. Allerdings machte die isländische Mannschaft das Geschehen spannender als gedacht. Erst im letzten Gruppenspiel fiel die Entscheidung und zur Halbzeitpause lag in Nove Mesto noch eine Sensation in der Luft. Die Isländer führten beim haushohen Favoriten Jugoslawien mit zwei Toren Vorsprung und hätten sich bei einem Sieg mit sechs Toren Unterschied für Olympia qualifiziert. Das ließen sich die Jugoslawen allerdings nicht bieten und entschieden das Spiel letztlich knapp für sich, womit sie sich verlustpunktfrei für Olympia qualifizierten.
| Pl. | Team        | Sp. | S | U | N | Tore    | Diff. | Pkt. |
| --- | ----------- | --- | - | - | - | ------- | ----- | ---- |
| 1.  | Jugoslawien | 4   | 4 | 0 | 0 | 129:066 | +63   | 8:0  |
| 2.  | Island      | 4   | 2 | 0 | 2 | 089:070 | +19   | 4:4  |
| 3.  | Luxemburg   | 4   | 0 | 0 | 4 | 046:128 | −82   | 0:8  |

Spielergebnisse
| 20.11.1975 | Reykjavik  | Island      | – | Jugoslawien | 20:25         |
| 30.11.1975 | Reykjavik  | Island      | – | Luxemburg   | 29:10 (13:07) |
| 21.12.1975 |            | Luxemburg   | – | Jugoslawien | 11:27         |
| 07.02.1976 |            | Jugoslawien | – | Luxemburg   | 54:13         |
| 28.02.1976 | Luxembourg | Luxemburg   | – | Island      | 12:18 (07:07) |
| 07.03.1976 | Nove Mesto | Jugoslawien | – | Island      | 23:22 (11:13) |

#### Gruppe 2
In der Gruppe 2 kämpften der olympische Silbermedaillengewinner Tschechoslowakei und WM-Teilnehmer Schweden mit dem Außenseiter Italien um das Olympiaticket. Während die Schweden und Tschechoslowaken die Spiele gegen Italien jeweils mit deutlichen Siegen als Pflichtaufgabe erledigten, entspann sich zwischen den beiden Teams ein erbitterter Zweikampf. Durch einen knappen Heimsieg im schwedischen Malmö hatten allerdings die Skandinavier vor dem letzten Spiel in Trnava mit zwei Punkten Vorsprung die besseren Karten. In der slowakischen Handballhochburg gaben die Schweden jedoch das schon sicher geglaubte Olympiaticket noch aus der Hand. Nach einem beruhigenden 9:9-Halbzeitstand drehten die Tschechoslowaken nochmal auf und gewannen das Spiel mit vier Toren Unterschied. Nun war das Gesamttorergebnis der Spiele zwischen den beiden Kontrahenten entscheidend und da lagen die Tschechoslowaken in der Endabrechnung mit 32:30 vorn und qualifizierten sich somit für Olympia.
| Pl. | Team             | Sp. | S | U | N | Tore    | Diff. | Pkt. |
| --- | ---------------- | --- | - | - | - | ------- | ----- | ---- |
| 1.  | Tschechoslowakei | 4   | 3 | 0 | 1 | 82:47   | +35   | 6:2  |
| 2.  | Schweden         | 4   | 3 | 0 | 1 | 91:53   | +38   | 6:2  |
| 3.  | Italien          | 4   | 0 | 0 | 4 | 038:111 | −73   | 0:8  |

Spielergebnisse
| 04.11.1975 | Prag      | CSSR     | – | Italien  | 29:10 (11:04) |
| 30.11.1975 | Neapel    | Italien  | – | Schweden | 14:28 (07:13) |
| 17.12.1975 | Malmö     | Schweden | – | CSSR     | 14:12 (08:05) |
| 03.02.1976 | Neapel    | Italien  | – | CSSR     | 07:21         |
| 22.02.1976 | Stockholm | Schweden | – | Italien  | 33:07 (13:01) |
| 06.03.1976 | Trnava    | CSSR     | – | Schweden | 20:16 (09:09) |

#### Gruppe 3
In der dritten Gruppe kämpften die WM-Teilnehmer Ungarn und Bulgarien mit Außenseiter Schweiz um den Olympiaplatz. Allerdings verhalf der vermeintliche Außenseiter durch einen etwas überraschenden Heimsieg gegen Bulgarien der ungarischen Mannschaft dazu, dass sie sich als einzige Mannschaft bereits nach dem dritten Gruppenspiel für Olympia qualifiziert hatte.
| Pl. | Team      | Sp. | S | U | N | Tore  | Diff. | Pkt. |
| --- | --------- | --- | - | - | - | ----- | ----- | ---- |
| 1.  | Ungarn    | 4   | 4 | 0 | 0 | 82:57 | +25   | 8:0  |
| 2.  | Bulgarien | 4   | 1 | 0 | 3 | 57:71 | -14   | 2:6  |
| 3.  | Schweiz   | 4   | 1 | 0 | 3 | 59:70 | −11   | 2:6  |

Spielergebnisse
| 08.11.1975 | Budapest | Ungarn    | – | Schweiz   | 25:14 (11:07) |
| 29.11.1975 | Aarau    | Schweiz   | – | Bulgarien | 17:14         |
| 22.12.1975 | Sofia    | Bulgarien | – | Ungarn    | 13:19 (07:10) |
| 06.02.1976 | Zürich   | Schweiz   | – | Ungarn    | 15:16 (08:10) |
| 22.02.1976 | Sofia    | Bulgarien | – | Schweiz   | 16:12 (06:07) |
| 07.03.1976 | Miskolc  | Ungarn    | – | Bulgarien | 23:14 (12:05) |

#### Gruppe 4
In der vierten Gruppe war die sowjetische Auswahl vom Losglück begünstigt und hatte mit den zweitklassigen Mannschaften aus Frankreich und Österreich keine ernst zu nehmenden Konkurrenten. Beide Teams hatten sich für die WM 1974 nicht qualifiziert und waren daher auch gegen den WM-Fünften in jedem Spiel auf verlorenem Posten. Durchschnittlich erzielte die Mannschaft der UdSSR in jedem Spiel fast 30 Tore und löste damit ungefährdet das Olympiaticket.
| Pl. | Team        | Sp. | S | U | N | Tore   | Diff. | Pkt. |
| --- | ----------- | --- | - | - | - | ------ | ----- | ---- |
| 1.  | Sowjetunion | 4   | 4 | 0 | 0 | 119:54 | +65   | 8:0  |
| 2.  | Frankreich  | 4   | 2 | 0 | 2 | 068:98 | -30   | 4:4  |
| 3.  | Österreich  | 4   | 0 | 0 | 4 | 061:96 | −35   | 0:8  |

Spielergebnisse
| 04.11.1975 | Saporoshje  | UdSSR      | – | Österreich | 36:13 (16:05) |
| 29.11.1975 | Graz        | Österreich | – | Frankreich | 22:23 (08:10) |
| 17.12.1975 | Nantes      | Frankreich | – | UdSSR      | 16:31 (04:14) |
| 08.02.1976 | Linz        | Österreich | – | UdSSR      | 12:21 (05:09) |
| 22.02.1976 | St. Etienne | Frankreich | – | Österreich | 16:14 (07:05) |
| 05.03.1976 | Kiew        | UdSSR      | – | Frankreich | 31:13         |

#### Gruppe 5
Nach dem legendären Spiel während der Fußball-WM 1974 zwischen der Bundesrepublik und der DDR ergab die Auslosung nun in einer weiteren Mannschaftssportart einen deutsch-deutschen Vergleich. Allerdings waren die Favoritenrollen anders als im Handball besetzt. Bei der WM im eigenen Land war die DDR-Vertretung Vizeweltmeister geworden, während die bundesdeutsche Vertretung einen eher enttäuschenden 9. Platz belegt hatte. Dennoch war man durch das Abschneiden der bundesdeutschen Clubs im Europacup gewarnt, der VfL Gummersbach mit Joachim Deckarm zählte in den 1970er Jahren zu stärksten europäischen Mannschaften im Männerhandball. Komplettiert wurde die Gruppe durch die eher zweitklassige Auswahl von Belgien, die nur als Sparringspartner angesehen wurde.
Die DDR-Auswahl legte im ersten Gruppenspiel in der Berliner Dynamo-Halle mit einem hohen Sieg gegen Belgien standesgemäß vor. Die bundesdeutsche Sieben zog drei Wochen später auswärts in Eupen nach, ließ allerdings vor allem in der zweiten Halbzeit zu viele Tore der Belgier zu. In der Münchener Olympiahalle kam es dann kurz vor Weihnachten 1975 vor 10.200 Zuschauern zum ersten deutsch-deutschen Gruppenduell. Auf eher ungewohntem Nadelfilzbelag spielend gelang zwar der DDR-Auswahl eine schnelle Führung, aber zur Pause lag man 6:9 zurück. Speziell Joachim Deckarm machte mit insgesamt neun Treffern der DDR-Abwehr das Leben schwer und hatte maßgeblichen Anteil am 17:14-Sieg. Von einem Sieg gegen Belgien ausgehend war für die DDR-Mannschaftsführung bereits zu diesem Zeitpunkt klar, das man das Rückspiel mit mindestens vier Toren Differenz gewinnen musste. Keiner konnte zu diesem Zeitpunkt ahnen, das speziell die Rückspiele beider deutscher Mannschaften gegen Belgien letztlich das Zünglein an der Waage sein würden.
Zunächst trat Anfang Februar die DDR-Auswahl im belgischen Lebbecke an und gewann das Spiel sicher, ließ aber auch 18 Gegentore zu. Ende Februar 1976 folgte im badischen Eppelheim das Rückspiel der Bundesrepublik gegen Belgien, was die Stenzel-Schützlinge sehr deutlich mit 34:6 für sich entschieden. Durch diesen hohen Sieg lag die bundesdeutsche Vertretung nun im Gesamttorverhältnis um 12 Tore besser als die DDR-Auswahl, was den Druck nicht eben geringer machte.
In Karl-Marx-Stadt kam es am 6. März 1976 vor 5.200 Zuschauern zu einem wirklichen Endspiel. Und es ließ sich für die DDR-Auswahl zunächst gut an, da sie zwischenzeitlich 7:2 in Führung ging und bei dieser Tordifferenz nach Montreal gefahren wäre. Doch die DHB-Auswahl kämpfte sich bis auf 8:9 heran und ließ in der Folge nur noch zwei weitere Tore zu. Doch die Dramatik ließ sich noch überbieten. Kurz vor Schlusspfiff konnte ein Siebenmeter von Hans Engel für die DDR-Auswahl nicht verwandelt werden, so dass es beim Endstand von 11:8 blieb. Im Gesamtvergleich beider Spiele stand es nun 25:25, so dass das Gesamttorverhältnis zum Tragen kam. Da dieses für die DHB-Auswahl auch nach dem Spiel noch um 6 Tore besser war, löste sie das Olympiaticket.
| Pl. | Team           | Sp. | S | U | N | Tore   | Diff. | Pkt. |
| --- | -------------- | --- | - | - | - | ------ | ----- | ---- |
| 1.  | BR Deutschland | 4   | 3 | 0 | 1 | 80:041 | +39   | 6:2  |
| 2.  | DDR            | 4   | 3 | 0 | 1 | 87:054 | +33   | 6:2  |
| 3.  | Belgien        | 4   | 0 | 0 | 4 | 45:117 | −72   | 0:8  |

Spielergebnisse
| 09.11.1975 | Berlin          | DDR     | – | Belgien | 27:11 (10:05) |
| 29.11.1975 | Eupen           | Belgien | – | BRD     | 10:21 (02:11) |
| 20.12.1975 | München         | BRD     | – | DDR     | 17:14 (09:06) |
| 07.02.1976 | Lebbeke         | Belgien | – | DDR     | 18:35 (07:15) |
| 22.02.1976 | Eppelheim       | BRD     | – | Belgien | 34:06 (16:03) |
| 06.03.1976 | Karl-Marx-Stadt | DDR     | – | BRD     | 11:08 (07:04) |

#### Gruppe 6
In der Gruppe 6 setzte sich erwartungsgemäß der WM-Vierte Polen durch. In der Gruppe spielte mit Norwegen eine ehr eher zweitklassige Auswahl und mit Großbritannien die schlechteste Auswahl des ganzen Turniers. Die Briten mussten im Schnitt fast 50 Gegentore pro Spiel hinnehmen, schossen selbst aber nur knapp sechs Tore pro Spiel. Bereits nach ihrem dritten Gruppenspiel war für Polen Montreal in Sicht, wenngleich die Norweger theoretisch im letzten Punktspiel gegen Polen mit einem Sieg mit mehr als 6 Treffern Differenz die Osteuropäer noch abfangen konnten. In Warschau ließen die Polen allerdings nichts anbrennen und siegten gegen die Norweger.
| Pl. | Team                   | Sp. | S | U | N | Tore    | Diff. | Pkt. |
| --- | ---------------------- | --- | - | - | - | ------- | ----- | ---- |
| 1.  | Polen                  | 4   | 4 | 0 | 0 | 147:052 | +095  | 8:0  |
| 2.  | Norwegen               | 4   | 2 | 0 | 2 | 132:062 | +070  | 4:4  |
| 3.  | Vereinigtes Königreich | 4   | 0 | 0 | 4 | 028:191 | −163  | 0:8  |

Spielergebnisse
| 08.11.1975 | Mielec      | Polen          | – | Großbritannien | 42:05 (23:00) |
| 30.11.1975 | Perth       | Großbritannien | – | Norwegen       | 05:55         |
| 21.12.1975 | Skien       | Norwegen       | – | Polen          | 19:25         |
| 07.02.1976 |             | Großbritannien | – | Polen          | 11:50         |
| 22.02.1976 | Holmestrand | Norwegen       | – | Großbritannien | 41:07         |
| 06.03.1976 | Warschau    | Polen          | – | Norwegen       | 25:17 (13:09) |

#### Gruppe 7
In der Gruppe 7 starteten mit Spanien und Dänemark zwei mehrfache WM-Teilnehmer, die mit der Auswahl der Niederlande um ein Olympiaticket kämpften. Wider Erwarten entwickelten sich allerdings die als Außenseiter eingeschätzten Niederländer als ernst zu nehmender Gegner, verlor man doch gegen die Spanier im Hinspiel nur knapp, während man den Dänen sogar ein Remis abrang. Da sich Spanien und Dänemark im Hinspiel auch Unentschieden trennten, hatten die Spanier vor dem letzten Gruppenspiel im dänischen Aarhus einen Punkt Vorsprung vor den Dänen und durch die Tabellenkonstellation hätte den Iberern ein Unentschieden gereicht. Im Umkehrschluss bedeutete dies für die Dänen ein Alles oder Nichts, was ihnen auch eindrucksvoll gelang. Bereits zur Pause mit 15:9 führend gelang am Ende ein 23:16-Sieg, womit man die Spanier noch überholte und das Ticket für Montreal löste.
| Pl. | Team        | Sp. | S | U | N | Tore  | Diff. | Pkt. |
| --- | ----------- | --- | - | - | - | ----- | ----- | ---- |
| 1.  | Dänemark    | 4   | 2 | 2 | 0 | 79:62 | +17   | 6:2  |
| 2.  | Spanien     | 4   | 2 | 1 | 1 | 70:66 | +04   | 5:3  |
| 3.  | Niederlande | 4   | 0 | 1 | 3 | 59:80 | −21   | 1:7  |

Spielergebnisse
| 12.11.1975 | Thisted    | Dänemark    | – | Niederlande | 24:14 (11:6) |
| 29.11.1975 | Voorburg   | Niederlande | – | Spanien     | 12:15        |
| 20.12.1975 | Vigo       | Spanien     | – | Dänemark    | 15:15 (08:7) |
| 07.02.1976 | Heerlen    | Niederlande | – | Dänemark    | 17:17 (06:9) |
| 21.02.1976 | Valladolid | Spanien     | – | Niederlande | 24:16 (10:7) |
| 06.03.1976 | Aarhus     | Dänemark    | – | Spanien     | 23:16 (15:9) |

### Qualifikation in anderen Kontinenten
- Afrikameisterschaft 1976:  Tunesien[3]
- Amerika:  Vereinigte Staaten[4]
- Asia:  Japan[5]

### Medaillengewinner
| Gold | Silber | Bronze |
| --- | --- | --- |
| Sowjetunion Mychajlo Ischtschenko Anatoli Fedjukin Wladimir Maximow Serhij Kuschnirjuk Wassili Iljin Wladimir Krawzow Juri Klimow Jurij Lahutyn Aleksandre Anpilogowi Jewgeni Tschernyschow Waleri Gassi Mykola Tomin Juri Kidjajew Oleksandr Rjesanow Trainer: Anatolyj Ewtuschenko | Rumänien Cornel Penu Gabriel Kicsid Cristian Gațu Gheorghe Licu Cezar Drăgăniță Radu Voina Roland Gunesch Alexandru Fölker Ștefan Birtalan Adrian Cosma Constantin Tudosie Nicolae Munteanu Werner Stöckl Mircea Grabovschi Trainer: Nicolae Nedef | Polen Zdzisław Antczak Janusz Brzozowski Piotr Cieśla Jan Gmyrek Alfred Kałuziński Jerzy Klempel Zygfryd Kuchta Jerzy Melcer Ryszard Przybysz Henryk Rozmiarek Andrzej Sokołowski Andrzej Szymczak Mieczysław Wojczak Włodzimierz Zieliński Trainer: Janusz Czerwiński |

### Vorrundenspiele

#### Gruppe A
| Rang | Land           | S | G | U | V | Tore   | Punkte |
| ---- | -------------- | - | - | - | - | ------ | ------ |
| 1    | Sowjetunion    | 5 | 4 | 0 | 1 | 111:77 | 8      |
| 2    | BR Deutschland | 5 | 4 | 0 | 1 | 97:76  | 8      |
| 3    | Jugoslawien    | 5 | 4 | 0 | 1 | 110:93 | 8      |
| 4    | Dänemark       | 5 | 2 | 0 | 3 | 92:102 | 4      |
| 5    | Japan          | 5 | 1 | 0 | 4 | 96:111 | 2      |
| 6    | Kanada         | 5 | 0 | 0 | 5 | 75:122 | 0      |

| Datum    | Ortszeit  | Begegnung      | Begegnung | Begegnung   | Ergebnis      |
| -------- | --------- | -------------- | --------- | ----------- | ------------- |
| 18. Juli | 19:00 Uhr | UdSSR          | -         | Japan       | 26:16 (11:5)  |
| 18. Juli | 19:00 Uhr | Jugoslawien    | -         | Kanada      | 22:18 (15:12) |
| 18. Juli | 19:00 Uhr | BR Deutschland | -         | Dänemark    | 18:14 (7:5)   |
| 20. Juli | 20:30 Uhr | BR Deutschland | -         | Japan       | 19:16 (11:5)  |
| 20. Juli | 20:30 Uhr | Jugoslawien    | -         | Dänemark    | 25:17 (13:5)  |
| 20. Juli | 20:30 Uhr | UdSSR          | -         | Kanada      | 25:9 (12:5)   |
| 22. Juli | 19:00 Uhr | Jugoslawien    | -         | UdSSR       | 20:18 (11:8)  |
| 22. Juli | 19:00 Uhr | BR Deutschland | -         | Kanada      | 26:11 (14:7)  |
| 22. Juli | 19:00 Uhr | Dänemark       | -         | Japan       | 21:17 (8:11)  |
| 24. Juli | 19:00 Uhr | Dänemark       | -         | Kanada      | 24:18 (7:6)   |
| 24. Juli | 20:30 Uhr | BR Deutschland | -         | UdSSR       | 16:18 (5:9)   |
| 24. Juli | 20:30 Uhr | Jugoslawien    | -         | Japan       | 26:22 (13:12) |
| 26. Juli | 19:00 Uhr | BR Deutschland | -         | Jugoslawien | 18:17 (8:7)   |
| 26. Juli | 19:00 Uhr | Japan          | -         | Kanada      | 25:19 (9:9)   |
| 26. Juli | 19:00 Uhr | UdSSR          | -         | Dänemark    | 24:16 (13:7)  |

#### Gruppe B
| Rang | Land                                                                     | S | G | U | V | Tore   | Punkte |
| ---- | ------------------------------------------------------------------------ | - | - | - | - | ------ | ------ |
| 1    | Rumänien                                                                 | 4 | 3 | 1 | 0 | 91:71  | 7      |
| 2    | Polen                                                                    | 4 | 3 | 0 | 1 | 80:71  | 6      |
| 3    | Ungarn                                                                   | 4 | 2 | 0 | 2 | 92:82  | 4      |
| 4    | Tschechoslowakei                                                         | 4 | 1 | 1 | 2 | 85:82  | 3      |
| 5    | USA                                                                      | 4 | 0 | 0 | 4 | 80:122 | 0      |
| 6    | Tunesien Tunesien zog die Mannschaft zurück (siehe Olympiaboykott 1976). |   |   |   |   |        |        |

| Datum    | Ortszeit  | Begegnung        | Begegnung | Begegnung        | Ergebnis                |
| -------- | --------- | ---------------- | --------- | ---------------- | ----------------------- |
| 18. Juli | 20:30 Uhr | Rumänien         | -         | Ungarn           | 23:18 (13:8)            |
| 18. Juli | 20:30 Uhr | Tschechoslowakei | -         | USA              | 28:20 (15:13)           |
| 18. Juli | 20:30 Uhr | Polen            | -         | Tunesien         | 26:12                   |
| 20. Juli | 19:00 Uhr | Tschechoslowakei | -         | Tunesien         | 21:9                    |
| 20. Juli | 19:00 Uhr | Rumänien         | -         | USA              | 32:19 (16:8)            |
| 20. Juli | 19:00 Uhr | Polen            | -         | Ungarn           | 18:16 (7:8)             |
| 22. Juli | 20:30 Uhr | Ungarn           | -         | USA              | 36:21 (18:9)            |
| 22. Juli | 20:30 Uhr | Polen            | -         | Tschechoslowakei | 21:18 (8:7)             |
| 22. Juli | 20:30 Uhr | Rumänien         | -         | Tunesien         | Tunesien trat nicht an. |
| 24. Juli | 19:00 Uhr | Polen            | -         | USA              | 26:20 (14:10)           |
| 24. Juli | 19:00 Uhr | Ungarn           | -         | Tunesien         | Tunesien trat nicht an. |
| 24. Juli | 19:00 Uhr | Rumänien         | -         | Tschechoslowakei | 19:19 (13:10)           |
| 26. Juli | 20:30 Uhr | Tschechoslowakei | -         | Ungarn           | 20:22 (11:10)           |
| 26. Juli | 20:30 Uhr | Rumänien         | -         | Polen            | 17:15 (8:6)             |
| 26. Juli | 20:30 Uhr | USA              | -         | Tunesien         | Tunesien trat nicht an. |

### Endrunde
In der Finalrunde spielten die Mannschaften der beiden Gruppen am 30. Juli 1980 gemäß ihren Gruppen-Platzierungen gegeneinander.

#### Spiele um Plätze 5 bis 10
| Datum, Uhrzeit           | Team 1      | Team 2           | Ergebnis      |
| ------------------------ | ----------- | ---------------- | ------------- |
| Spiel um Platz 9         |             |                  |               |
| 27. Juli 1976, 14:00 Uhr | Japan       | USA              | 27:20 (12:8)  |
| Spiel um Platz 7         |             |                  |               |
| 27. Juli 1976, 15:30 Uhr | Dänemark    | Tschechoslowakei | 21:25 (13:11) |
| Spiel um Platz 5         |             |                  |               |
| 27. Juli 1976, 19:00 Uhr | Jugoslawien | Ungarn           | 21:19 (11:9)  |

#### Spiel um Platz 3
| Datum, Uhrzeit           | Team 1         | Team 2 | Ergebnis     |
| ------------------------ | -------------- | ------ | ------------ |
| 28. Juli 1976, 14:45 Uhr | BR Deutschland | Polen  | 18:21 (9:11) |

#### Finale
| Datum, Uhrzeit           | Team 1      | Team 2   | Ergebnis     |
| ------------------------ | ----------- | -------- | ------------ |
| 28. Juli 1976, 18:30 Uhr | Sowjetunion | Rumänien | 19:15 (10:6) |

Die Halbzeitergebnisse sind in Klammern gesetzt.

### Torschützenliste
| Pl. | Spieler            | Team             | Spiele | Tore | FT | 7m |
| --- | ------------------ | ---------------- | ------ | ---- | -- | -- |
| 1   | Ștefan Birtalan    | Rumänien         | 5      | 32   | 18 | 14 |
|     | Bent Larsen        | Dänemark         | 6      | 32   | 13 | 19 |
| 3   | Zdravko Miljak     | Jugoslawien      | 6      | 30   | 17 | 13 |
| 4   | Joachim Deckarm    | BR Deutschland   | 6      | 28   | 20 | 8  |
| 5   | Kenji Fujinaka     | Japan            | 6      | 26   | 26 | 0  |
| 6   | Waleri Gassi       | UdSSR            | 5      | 25   | 19 | 6  |
|     | Pavel Mikeš        | Tschechoslowakei | 5      | 25   | 15 | 10 |
| 8   | Richard Abrahamson | USA              | 5      | 24   | 24 | 0  |
|     | Randolph Dean      | USA              | 4      | 24   | 18 | 6  |
| 10  | Jerzy Klempel      | Polen            | 5      | 23   | 19 | 4  |
|     | Wladimir Maximow   | UdSSR            | 6      | 23   | 13 | 10 |

FT – Feldtore, 7m – Siebenmeter

### Mannschaftskader Platz 4 bis Platz 11
4.  BR Deutschland: Gerd Becker, Günter Böttcher, Heiner Brand, Bernhard Busch, Joachim Deckarm, Arno Ehret, Jürgen Hahn, Manfred Hofmann, Peter Jaschke, Peter Kleibrink, Kurt Klühspies, Rudi Rauer, Horst Spengler, Walter von Oepen Trainer: Vlado Stenzel
5.  Jugoslawien: Abas Arslanagić, Vlado Bojovič, Hrvoje Horvat, Milorad Karalić, Radivoj Krivokapić, Zdravko Miljak, Željko Nimš, Radisav Pavićević, Branislav Pokrajac, Nebojša Popović, Zdravko Rađenović, Zvonimir Serdarušić, Predrag Timko, Zdenko Zorko Trainer: Ivan Snoj
6.  Ungarn: Béla Bartalos, Ferenc Buday, Ernő Gubányi, László Jánovszki, József Kenyeres, Zsolt Kontra, Péter Kovács, Mihály Sűvöltős, István Szilágyi, István Varga, Károly Vass, Gábor Verőci, Zoltán Bartalos, Pál Kocsis Trainer: Mihály Faludi
7.  Tschechoslowakei: Bohumil Cepák, Jozef Dobrotka, Vladimír Haber, Jiří Hanzl, Vladimír Jarý, Jiří Kavan, Jindřich Krepindl, Jiří Liška, Pavel Mikeš, Ján Packa, Jaroslav Papiernik, Ivan Satrapa, František Šulc, Štefan Katušák Trainer: Jiří Vícha
8.  Dänemark: Søren Andersen, Lars Bock, Anders Dahl-Nielsen, Jørgen Frandsen, Claus From, Henrik Jacobsgaard, Palle Jensen, Kay Jørgensen, Bent Larsen, Thor Munkager, Thomas Pazyj, Jesper Petersen, Johnny Piechnik, Morten Stig Christensen Trainer: Jørgen Gaarskjær
9.  Japan: Kenji Fujinaka, Seimei Gamō, Hiroshi Hanawa, Hiroshi Honda, Toyohiko Hozumi, Satoshi Kikuchi, Minoru Kino, Kozo Matsubara, Takezo Nakai, Kenichi Sasaki, Yoji Sato, Masaaki Shibata Trainer: Tomoaki Takeno
10.  USA: Richard Abrahamson, Roger Baker, Peter Buehning junior, Randolph Dean, Robert Dean, Vincent DiCalogero, Ezra Glantz, William Johnson, Patrick O’Neill, Sandor Rivnyak, James Rogers, Kevin Serrapede, Robert Sparks, Harry Winkler Trainer: Dennis Berkholtz
11.  Kanada: Wolfgang Blankenau, Christian Chagnon, François Dauphin, Hugues de Roussan, Pierre Désormeaux, Pierre Ferdais, Robert Johnson, Richard Lambert, Claude Lefebvre, Danny Power, Pierre St. Martin, Stan Thorseth, Luc Tousignant, Claude Viens Trainer: Eugen Trofin

## Frauen

### Medaillengewinner
| Gold | Silber | Bronze |
| --- | --- | --- |
| Sowjetunion Aldona Česaitytė Nina Lobowa Ljudmyla Pantschuk Laryssa Karlowa Natalija Scherstjuk Rafiga Schabanowa Ljubow Bereschnaja Sinajida Turtschyna Tatjana Makarez Maryja Lytoschenko Ljudmyla Bobrus Tetjana Hluschtschenko Ljudmila Schubina Halyna Sacharowa | DDR Hannelore Zober Gabriele Badorek Evelyn Matz Roswitha Krause Christina Rost Petra Uhlig Christina Voß Liane Michaelis Silvia Siefert Marion Tietz Kristina Richter-Hochmuth Eva Paskuy Waltraud Kretzschmar Hannelore Burosch | Ungarn Ágota Bujdosó Mária Megyeri Borbála Tóth Harsányi Katalin Laki Amália Sterbinszky Ilona Nagy Klára Csík Rozália Lelkes Mária Vadász Erzsébet Neméth Éva Angyal Mária Berzsenyi Marianna Nagy-Gódor Zsuzsanna Kézi |

### Modus
Für das erste olympische Hallenhandballturnier der Frauen qualifizierten sich die vier erstplatzierten Mannschaften der Handball-Weltmeisterschaft des Jahres 1975 mit den Weltmeisterinnen aus der DDR und den Mannschaften aus Mannschaften aus der Sowjetunion, Ungarn und Rumänien. Hinzu kam Gastgeber Kanada und die Mannschaft aus Japan als Vertreter der Asiatischen Handballföderation, die sich in einem Turnier gegen die besten Mannschaften der PATHF und der CAHB durchsetzte.

Gespielt wurde anders als bei den Männern in einer einfachen Runde, nach der die Mannschaft mit den meisten Punkten Olympiasieger wurde.

### Turnierverlauf
Gespielt wurde an insgesamt fünf Spieltagen mit jeweils einem Tag Pause zwischen den Spielen. Von Beginn an lief das Turnier auf einen Dreikampf zwischen den Mannschaften aus Ungarn, der Sowjetunion und den amtierenden Weltmeisterinnen aus der DDR hinaus. Während nach den ersten zwei Spieltagen die sowjetische Mannschaft führte, übernahm die DDR-Auswahl am dritten Spieltag nach dem hohen 29:3-Sieg über Gastgeber Kanada erstmals die Tabellenführung. Gleichzeitig gerieten die defensivstarken Ungarinnen durch eine Niederlage gegen die sowjetische Auswahl zunächst ins Hintertreffen. Der vierte Spieltag brachte eine Vorentscheidung. Während die sowjetische Mannschaft gegen Japan einen hohen Sieg einfuhr, entwickelte sich das Verfolgerduell zu einem verbissen geführten Duell. Die Weltmeisterinnen aus der DDR gingen zwar in Führung, allerdings gelang ihnen in den ersten 25 Minuten nur noch ein weiteres Tor. Mit dem Stand von 2:4 gingen beide Mannschaften in die Pause, nach der die DDR-Auswahl nun aber auch auf das körperbetonte Spiel der Ungarinnen einging und dadurch Strafwürfe herausholte. Insgesamt erzielte die DDR-Vertretung fünf von sieben Toren durch Siebenmeter. Erst reichlich eine Minute vor Schluss gelang in der torarmen Partie Marion Tietz der Ausgleichstreffer zum Endstand von 7:7. Durch die zusätzliche Niederlage gegen die Sowjetunion waren die Ungarinnen nun nur theoretisch in der Lage, den zweiten Platz zu erreichen. Durch die Tabellenkonstellation wurde nun das Spiel Sowjetunion-DDR zu einem echten Endspiel, denn durch einen Sieg konnte die DDR-Vertretung noch Olympiasieger werden, während der sowjetischen Mannschaft ein Remis reichte.
Der Spielauftakt entwickelte sich allerdings nicht nach dem Geschmack von Trainer Heinz Seiler. In der ersten Halbzeit führte die UdSSR-Vertretung zunächst 4:1 und im Halbzeitverlauf 7:4, ehe die Kretzschmar und Co. begannen, den Rückstand wettzumachen. mit 5:7 in die Pause gehend gelang der DDR-Vertretung in der zweiten Halbzeit sogar eine 8:7-Führung und im weiteren Verlauf nochmal ein Gleichstand bei 10:10, aber letztlich scheiterte man an eigenen Unzulänglichkeiten. Vier verworfene Siebenmeter, viele Fehlabspiele und die beiden überragenden sowjetischen Spielerinnen Turtschyna und Makarez, die zusammen 11 Treffer erzielten und man nie in den Griff bekam, führten zur 11:14-Niederlage. Dennoch unterstrich die DDR-Auswahl mit der Silbermedaille nach dem Weltmeistertitel 1975 ihre Leistungsstärke. Im Kampf um die Bronzemedaille setzten sich die Ungarinnen gegen die Mannschaft aus Rumänien durch.
| Rang | Land        | S | G | U | V | Tore   | Punkte |
| ---- | ----------- | - | - | - | - | ------ | ------ |
| 1    | Sowjetunion | 5 | 5 | 0 | 0 | 92:040 | 10     |
| 2    | DDR         | 5 | 3 | 1 | 1 | 89:047 | 7      |
| 3    | Ungarn      | 5 | 3 | 1 | 1 | 85:055 | 7      |
| 4    | Rumänien    | 5 | 2 | 0 | 3 | 73:083 | 4      |
| 5    | Japan       | 5 | 1 | 0 | 4 | 72:115 | 2      |
| 6    | Kanada      | 5 | 0 | 0 | 5 | 35:106 | 0      |

| Datum    | Begegnung | Begegnung | Begegnung | Ergebnis      |
| -------- | --------- | --------- | --------- | ------------- |
| 20. Juli | Ungarn    | -         | Japan     | 25:18 (10:07) |
| 20. Juli | UdSSR     | -         | Kanada    | 21:03 (08:02) |
| 20. Juli | DDR       | -         | Rumänien  | 18:12 (11:03) |
| 22. Juli | UdSSR     | -         | Rumänien  | 14:08 (06:03) |
| 22. Juli | Japan     | -         | DDR       | 10:24 (03:12) |
| 22. Juli | Ungarn    | -         | Kanada    | 24:03 (11:03) |
| 24. Juli | Kanada    | -         | DDR       | 04:29 (02:15) |
| 24. Juli | Rumänien  | -         | Japan     | 21:20 (13:11) |
| 24. Juli | UdSSR     | -         | Ungarn    | 12:09 (05:05) |
| 26. Juli | Kanada    | -         | Rumänien  | 11:17 (05:08) |
| 26. Juli | Japan     | -         | UdSSR     | 09:31 (05:15) |
| 26. Juli | DDR       | -         | Ungarn    | 07:07 (02:04) |
| 28. Juli | Ungarn    | -         | Rumänien  | 20:15 (10:06) |
| 28. Juli | UdSSR     | -         | DDR       | 14:11 (07:05) |
| 28. Juli | Japan     | -         | Kanada    | 15:14 (07:11) |